# Ишлинский сельсовет (Белорецкий район)
Ишлинский сельсовет — сельское поселение в Белорецком районе Башкортостана Российской Федерации.
Административный центр — село Ишля.

## История
Статус и границы сельского поселения установлены согласно Закону о границах, статусе и административных центрах муниципальных образований в Республике Башкортостан имеет статус сельского поселения.

## Население
| 1939  | 1961  | 1969  | 2002  | 2009  | 2010  | 2012  |
| ----- | ----- | ----- | ----- | ----- | ----- | ----- |
| 3352  | ↘3299 | ↘3142 | ↘1330 | ↗1518 | ↘1047 | ↘1013 |
| 2013  | 2014  | 2015  | 2016  | 2017  |       |       |
| ↘1011 | ↘965  | ↘944  | ↘904  | ↘894  |       |       |

1939 год — 3352 (1640 мужчин, 1712 женщин) чел.

## Состав сельского поселения
| № | Населённый пункт    | Тип населённого пункта       | Население |
| - | ------------------- | ---------------------------- | --------- |
| 1 | Ишля                | село, административный центр | ↘436      |
| 2 | Улуелга             | село                         | ↘453      |
| 3 | Карагай-Юрт         | деревня                      | ↘66       |
| 4 | Карталы             | деревня                      | ↘34       |
| 5 | Тихий Ключ          | деревня                      | ↘20       |
| 6 | Карталинская Запань | село                         | ↘17       |
| 7 | Кудашманово         | деревня                      | ↘16       |
| 8 | Елань               | деревня                      | ↘5        |
| 9 | Баскан              | деревня                      | →0        |